# Gadkí Utenok
Gadkí Utenok (Гадкий утёнок, L’aneguet lleig) és una pel·lícula d'animació russa dirigida per Garri Bardin, estrenada el 2010. Està adaptat de conte homònim de Hans Christian Andersen. La pel·lícula utilitza la tècnica d'animació fotograma per fotograma.

## Producció
El juny de 2011, la pel·lícula va rebre el suport de l'AFCAE (Associació Francesa de Cinemas d'Art i Assaig). Aleshores, la pel·lícula demana suport econòmic per al doblatge en francès, amb l'ajuda de Touscoprod, i es beneficia d'una estrena en cinemes a França el 2 de novembre de 2011|.

## Premis
- 24ns Premis Nika : millor pel·lícula d'animació
- XLIII Festival Internacional de Cinema Fantàstic de Catalunya : Premi Gertie al millor llargmetratge d'animació per nens.[6]